# Marcello Novaes
Marcello Novaes, all'anagrafe Marcello Tolentino Novaes (Rio de Janeiro, 13 agosto 1962), è un attore brasiliano.

## Biografia
Attivo dalla fine degli anni 80, è noto per il ruolo del guerrigliero Inacio nella telenovela Garibaldi, l'eroe dei due mondi e per quello di Jacinto nella telenovela La scelta di Francisca. Ha partecipato anche ad altre produzioni Globo come O clone, Avenida Brasil e Sol Nascente.
Nel 2001 è apparso nel videoclip abbinato a Baba, hit di Kelly Key.

## Vita privata
Di origini italiane, è stato sposato con l'imprenditrice Sheyla Beta, che gli ha dato un figlio, Diogo: i due hanno divorziato dopo 8 anni. Novaes ha anche un altro figlio, Pedro, nato dal suo secondo matrimonio con l'attrice Leticia Spiller, terminato col divorzio nel 2006. Amante dello sport, pratica surf, nuoto, beach volley; è inoltre cintura marrone di ju jitsu. Dipinge per hobby e ha fabbricato personalmente tutti i mobili della casa in cui vive.

## Filmografia

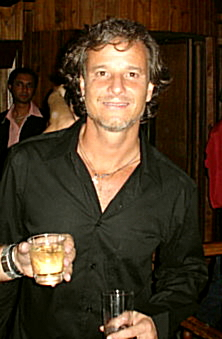
Marcello Novaes

### Telenovele e miniserie
- 1988 - Senza scrupoli  (Vale tudo) ... André
- 1989 - Top Model ... Felipe
- 1990 - Rainha da Sucata ... Geraldo
- 1992 - Deus nos Acuda ... Geraldo
- 1994 - Quatro por Quatro ... Raí
- 1996 - Vira-Lata ... Fidel
- 1997 - Zazá .... Hugo Guerreiro
- 1999 - Andando nas Nuvens ... Raul Pedreira
- 1999 - La scelta di Francisca ... Jacinto
- 2000 - Uga-Uga... Beterraba
- 2001 - O clone ... Xande
- 2003 - Chocolate com pimenta ... Timóteo Mariano da Silva e Silva
- 2003 - Garibaldi, l'eroe dei due mondi (A casa das sete mulheres) ... Inacio
- 2005 - América ... Geninho
- 2007 - Sete Pecados ... Vicente de Freitas
- 2008 - Três Irmãs... Sandro
- 2009 - Cama de Gato ... Bene
- 2011 - Cordel Encantado ... Qui Qui
- 2012 - Avenida Brasil ... Max
- 2014 - Casa Grande ... Hugo
- 2015 - A Regra do Jogo
- 2016 - Sol Nascente ... Vittorio